# Chaetodipus penicillatus
Chaetodipus penicillatus је врста глодара из породице кенгур-пацова (Heteromyidae).

## Распрострањење
Врста је присутна у следећим државама: Мексико и Сједињене Америчке Државе.

## Станиште
Станиште врсте су пустиње.

## Угроженост
Ова врста је наведена као последња брига, јер има широко распрострањење и честа је врста.